# كعكة المثلجات

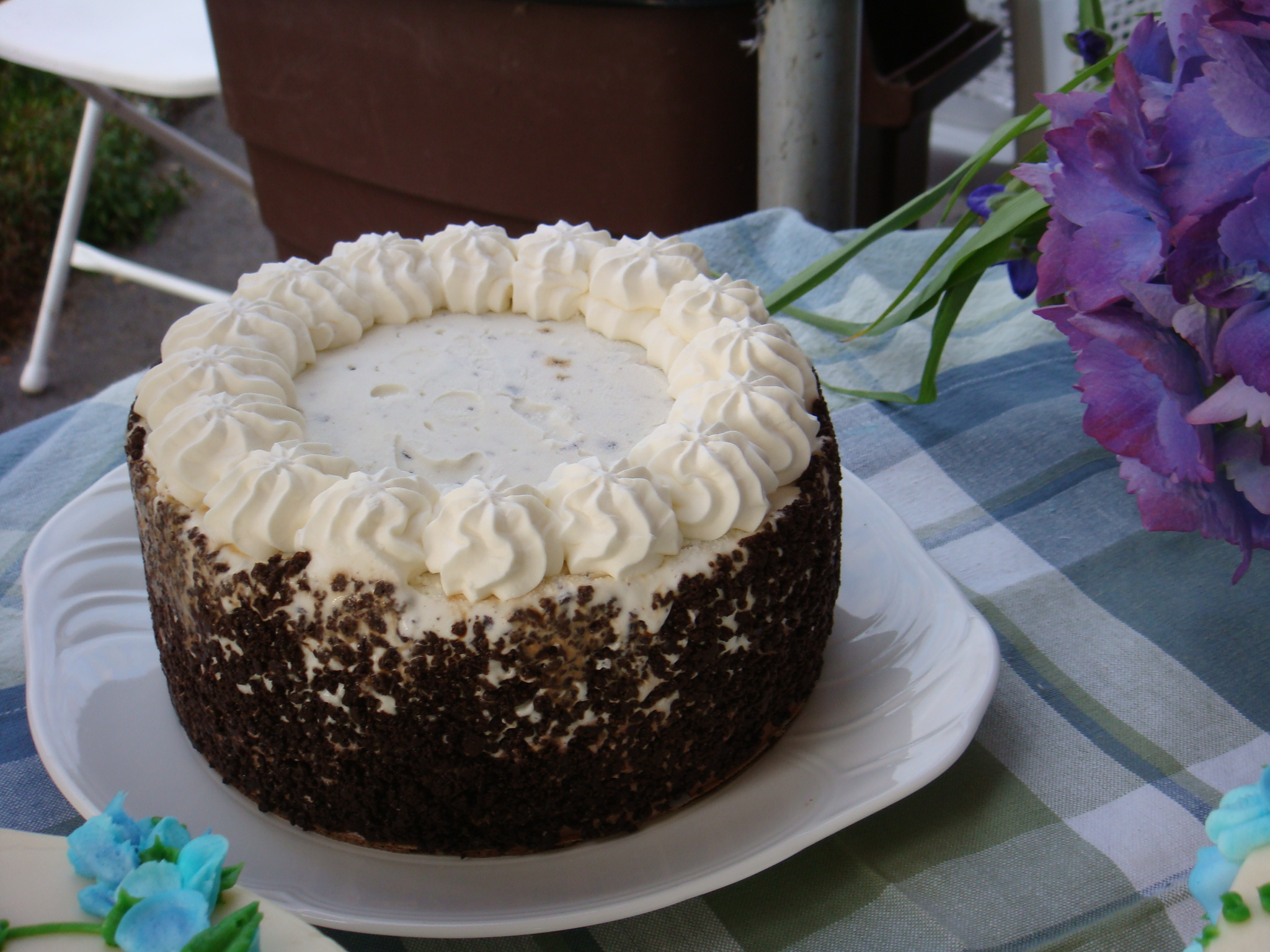
كعكة مثلجات الشكلاطة

كعكة المثلجات هي كعكة تكون فيها المثلجات حشوة للفائف السوسِرية أو لكعكة طبقات. يمكن عمل أبسط بدون خَبْز من خلال وضع طعمات مختلفة من المثلجات في صينية رغيف.

## التحضير
في التجميع النموذجي يُخبز مكون الكعكة بالطريقة العادية ويُقطع حسب الشكل إذا لزم الأمر ثم يُجمد. يتم تشكيل المثلجات في قالب حسب الرغبة ثم تُجمع هذه المكونات أثناء التجميد. تستخدم القشدة المخفوقة في الزينة مكملًا للمكونين الآخرين ولأن العديد من الزينة التقليدية لن تلتصق بنجاح بالكعك المجمد. تُحفظ الكعكة بأكملها مجمدة حتى التقديم عندها يُسمح لها بالذوبان حتى يمكن تقطيعها بسهولة ولكن ليس بالقدر الذي يُذوب المثلجات.